# آيلين آسليم
آيلين آسليم (بالتركية: Aylin Aslım)‏ (ولدت 14 فبراير 1976، هيسن، ألمانيا)، هي مطربة تركية، وملحنة.

## حياتها
ولدت آيلين آسليم في مدينة صغيرة، في حى ليتش بألمانيا، في عام 1976. واعتبارا من عام 1994 قامت بالغناء في العديد من صالات الموسيقي الحية المتنوعة في أسطنبول.
وقد تخرجت من مدرسة بشكتاش أتاتورك الثانوية. وبعد تخرجها انضمت إلى فرقة موسيقية للروك تتكون من 5 فتيات في عام 1996، وذلك في المسرح الموسيقى الحى.
وقد حصلت آيلين على جائزة جورى الخاصة في مهرجان روكسى للموسيقي وذلك مرتين في خلال مهرجان روكسى للموسيقى في عام 1998، ومهرجان روكسى للموسيقي في عام 1999.
وفي عام 1998 أسست مجموعة فنية عرفت باسم سوبر سونيك. وقد عملت على خلق تقنية فريدة من نوعها في فترة قصيرة، وهي مكونة من العديد من أجزاء البنية التحتية الإلكترونية.
وفي عام 2000 أصدرت ألبوم الموسيقى الإلكترونية المعروف بالمد، والذي أصدره باور للركوردس. وفي عام 2001 أيضا قامت بالمشاركة على المسرح بموسيقتها العالمية مثل بوش، جوهوم بوامبا، جوس جوس، لامب جاى جاى، جهانسون، وذلك من خلال مهرجان اتش لعام 2001 الذي نظمته الإدارة الموسيقية. واعتبارا من عام 2001 بدأت بالظهور على المسرح في الحفلات الكبيرة مثل: تندرستيكس، اش أي ام، بلاجيبو، ماجى جراى، الملكة أديرنا، وذلك من خلال المهرجانات والاحتفالات الكبيرة مقل كريمفيدس، روك أسطنبول، اش 2001.
وفي عام 2003 حصلت على مكانة كبيرة لها في لا ضرورة للفردية والحرب، وذلك من خلال مور، اثينا، بولنت أورتشجيل، فيجا، فريدون دوزأغاتش، الاشتياق للسحاب، كوراى جان دمير.
واعتبارا من عام 2003 بدأت بتقديم الأغاني استنادا على الاصوات الإلكترونية وذلك في أول ألبوم لها، واطلق علي هذه النسخة باسم (الروك الصلب). وفي عام 2003 قامت بوضع الأغاني باللغة اليونانية والتي ساعدها بها تريزا مغنى البوب اليونانى، وذلك من خلال أغنية (مثلك)، الواقعة في الألبوم الأول لها. وقام بعدها تريزا بنشر الألبوم أيضا في تركيا خلال عام 2005.
وفي عام 2004 قامت بالتعليق من جديد على أغنية (من بقى، ومن ذهب)، وذلك من خلال ألبوم أغنية وعدت لمورتهان مونجان. وقامت مرة أخرى في عام 2004 بغناء أغنية إنجليزية مع دي جى ميرت يوجل، وقامت بنشره من خلال تسجيلات باروكى بالمملكة المتحدة. وقد حصلت على المركز الثالث في أنجلترا عن طريق الرسم البياني بأنجلترا، وحصلت بعدها على المركز الأول في أمريكا، والولايات المتحدة الأمريكية. وفي عام 2004 أصدرت أغنية مثلك من ألبومها الأول في فيلم مقابل الحائض لفاتح أكين.
وفي عام 2005 قامت أيلين آسليم بلعب دورا هاما في فيلم مانفيرا، وبلانس لتيمون، وق قامت بنشر هذا الألبوم من خلال شركة بساج للموسيقى والأفلام، وعقبت على الجزء الخاص ببعض المصورين الخاصين بتيمون. وبالأضافة إلى ذلك قامت بإصدار أغنيتها باسم (ليت) من ألبومها الأول في ساوند تراك لفيلم (أول فتاة شابة)، الذي صوره كوتلوغ اتامان. وفي شهر أبريل لنفس العام قامت بإصدار ألبومها بجوليبانى من موسيقي بساج باسم آيلين آسليم وتيفاسى.
وفي هذا الألبوم قامت بتصوير كليب اه، ومشربيم، وجوليبانى. وبعدها قامت بالاتفاق مع أجل أغنية لا يكفى لشلكيش، ونجاد يافاش أوغولارا، في أغنية كافى بغداد وهي أغنية منفردة باسم أوزلم فلوجى بغداد. وفي عام 2006 قد قامت بغناء أغنية أصبح مع اوغون سنيلسوى.
وفي عام 2006 قامت بالظهور على المسرح مرة أخرى بتأثير موسيقى بساج بأضافة الريمكس بألبوم المد.
وفي عام 2007 قامت بعمل دويتو غنائي مع نجاد يافاش أوغولارا، وذلك عن طريق أغنية اثار الحياة في احتفال العام العشرين لأشتياق السحاب.
وفي عام 2007 قامت بوضع العديد من القطع الموسيقية باسم أحببت الطفل، والتي غنتها سيزين أكسو في وقت من الاوقات في ألبوم أغاني اونو تونوش.
وفي عام 2008 قامت بوضع أغنية لمادة في مجال مشروع (روك للدرجة الأولى)، وفي نهاية العام قامت بأضافة مقاطع جديدة للأغنية (اتخذت القرار) لنيلفوفر، في ألبوم دنيا الورود.
وفي عام 2009 قامت بوضع أغاني باسم (انا فعلت، أصبح خطأ)، وذلك من خلال ألبوم (شجرة التوت) لسليم دميرديلان. وما أمر هاندا يانير؟، حيث قامت بكتابة أغاني في هذا الألبوم عرفت باسم (أنت).
وفي شهر يونيو لنفس العام قامت بإصدار ألبومها الثالث والذي سمته باسم الهروب من حب الروح. وبعدها قامت بتصوير العديد من الكليبات لهذه الأغاني مثل: هل أنت بالحياة، لم تذهب إلى الآن؟، العشق يذهب ويأتى.
وفي عام 2011 قامت بعمل دويتو غنائي مع شبنام فراح، هايكو جابكين، باديم، تي أن كا، وذلك من خلال ألبوم (المعيشة بحرية) لشبنام فراح في فترة المنطقة الحرة بفودافون.
وفي يناير 2011 قامت بنشر الأغنية المنفردة باسم (دنيا أخرى) من أجل مشروع (زيادة للحياة) لكوكاكولا.
وفي مارس 2013 قامت بنشر ألبومها المنفرد الرابع، والمعروف باسم (فينيكس).
وفي 2013 قامت نتيجة الدعوات التي أقامها أشخاص مختلفين مهددينها، بالتعرف على ترول لأول مرة في المحكمة.

## أفلامها

### مسلسلات
-الأخير

## أعمالها الفنية

### الألبومات
المقال الرئيسى: أعمال آيلين آسليم
-المد (2000)، باور ركوردس
-جوليبانى (2005)، موسيقى بساج
-هروب روح الحب (2009)، موسيقى سونى، (سى ام أي ال)
-جماعة العنقاء (2013)، موسيقى سونى، (سى ام أي ال)

### الفيديو كليب
-مثلك
-الأيام الصعبة (لدى أمل)
-4 ليالى، و4 أيام
-انا مشربرم بالتقويم
-جوليبانى
-اه
-أنت؟
-لم تذهب إلى الهوى؟ (الفتاة الهاربة)
-الحب يعود
-اثنين من فقراء الطيور
-هذا أنت التانجو

### قائمة النجاحات
| الالبوم        | الأغنية المنفردة | تركيا | تركيا روك | أوروبا |
| -------------- | ---------------- | ----- | --------- | ------ |
| الهروب من الحب | هل أنت؟          | -     | 13        | -      |

## روابط خارجية
- آيلين آسليم على موقع IMDb (الإنجليزية)
- آيلين آسليم على موقع ألو سيني (الفرنسية)
- آيلين آسليم على موقع ميوزك برينز (الإنجليزية)
- آيلين آسليم على موقع ديسكوغز (الإنجليزية)
- آيلين آسليم على موقع كينوبويسك (الروسية)